# 约翰·伊登
约翰·伊登（英語：John Eden，1955年10月27日—），新西兰、澳大利亚男子田径运动员。他曾代表新西兰、澳大利亚参加1980年、1988年、1992年、1996年、2000年、2004年和2008年夏季残疾人奥林匹克运动会田径比赛，获得二枚银牌和二枚铜牌。